# 皮德利斯尼亞爾圖什基夫
48°55′28″N 27°33′20″E / 48.92444°N 27.55556°E
皮德利斯尼亞爾圖什基夫（烏克蘭語：Підлісний Ялтушків），是烏克蘭的一座村落，位於該國西南部文尼察州，由日梅林卡區負責管轄，地处利亞多瓦河畔，面積30平方公里，海拔高度297米。2001年人口890。